# 莲峰镇 (连城县)
莲峰镇，是中华人民共和国福建省龙岩市连城县下辖的一个乡镇级行政单位。

## 行政区划
莲峰镇下辖以下地区：
东街社区、南街社区、西街社区、北街社区、豸峰社区、栗园社区、莲西社区、李彭村、大坪村、洪山村、杨屋村、南前村、李坊村、江坊村、姚坊村、朱坊村、城西村、西康村、姚坪村、鹧鸪村、莲花村、新兴村、李兴村和赤岭村。